# Minoria sexual

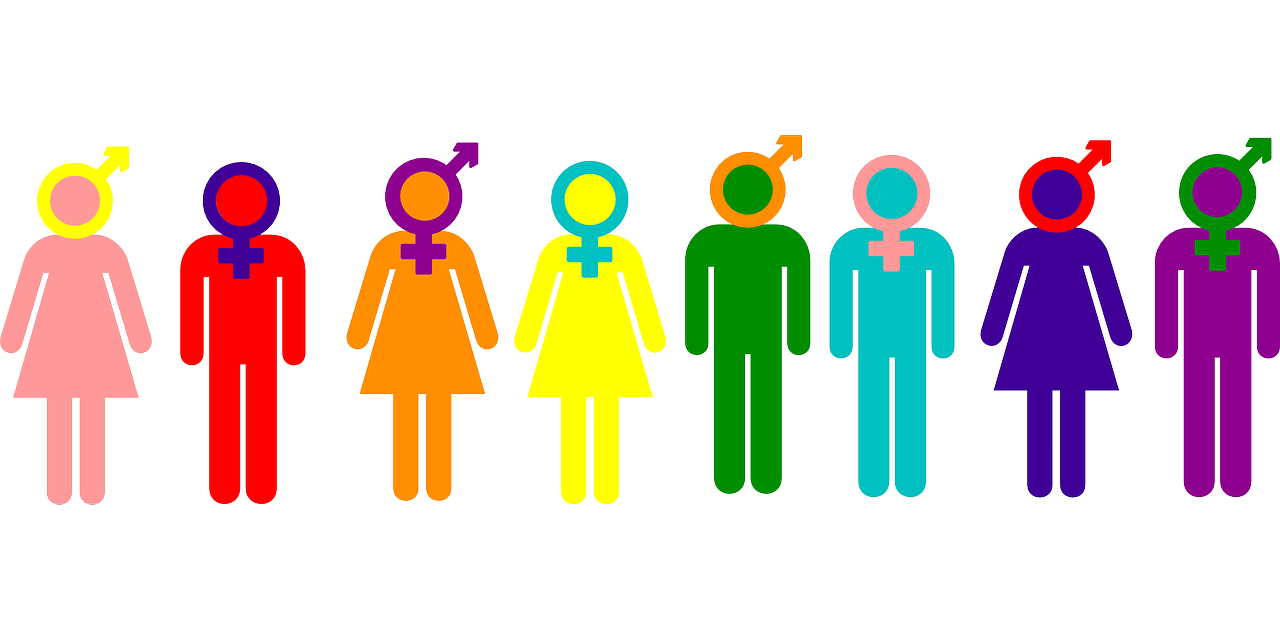
A inclusão de minorias sexuais.

Minoria sexual é um termo que se refere ao grupo social cuja identidade de género, orientação sexual ou práticas sexuais consentidas diferem dos da maioria da sociedade na que vivem. É um termo que em sociologia utiliza-se para referir ao conjunto da diversidade sexual e de género, englobado geralmente baixo as siglas LGBTI.
É um conceito análogo ao de minoria étnica. As minorias sexuais também podem manifestar comportamentos e práticas que em conjunto conformam uma subcultura. Em certos lugares e momentos históricos, as minorias sexuais têm chegado inclusive a desenvolver uma língua própria com o que identificar-se sem ser reconhecidos pelo resto da sociedade.
Em muitos lugares as minorias sexuais enfrentam-se à rejeição social e a riscos de saúde associados que vão além de suas práticas sexuais, como maiores taxas de depressão ou de suicídio.